# Osterburg
Hansastad Osterburg (Altmark) är en stad i Landkreis Stendal i förbundslandet Sachsen-Anhalt i Tyskland.
Staden bildades den 1 juli 2009 genom en sammanslagning av de tidigare kommunerna Ballerstedt, Düsedau, Erxleben, Flessau, Gladigau, Königsmark, Krevese, Meseberg, Osterburg (Altmark), Rossau och Walsleben, OsterburgWalsleben i den nya staden Osterburg (Altmark).